# Triple H
Paul Michael Levesque (sinh ngày 27 tháng 7 năm 1969), được biết đến qua tên Triple H là Giám đốc kinh doanh, đô vật chuyên nghiệp đã nghỉ hưu và diễn viên người Mỹ. Ông hiện là Phó Chủ tịch điều hành của Tài năng, Trực tiếp Sự kiện và Sáng tạo cho WWE, đồng thời là người sáng lập và sản xuất cao cấp của NXT.
Levesque sinh ra và lớn lên tại Nashua, New Hampshire và bắt đầu sự nghiệp đấu vật chuyên nghiệp năm 1992 với International Wrestling Federation (IWF) dưới cái tên Terra Ryzing. Năm 1994, ông tham gia World Championship Wrestling (WCW), với tư cách là một quý tộc người Canada gốc Pháp tên Jean-Paul Levesque. Ông gia nhập WWF/E vào năm 1995, vào lúc đó ông lấy tên là Hunter Hearst Helmsley, cuối cùng ông đổi tên thành Triple H.
Trong WWF, Triple H nổi tiếng trong ngành khi đồng sáng lập D-Generation X (DX) rất có ảnh hưởng, trở thành một yếu tố chính trong Kỷ nguyên Attitude những năm 1990. Sau khi giành WWF Champion đầu năm 1999, ông trở thành nhà vô địch.
Trong suốt sự nghiệp của mình, ông đã giành tổng cộng 23 danh hiệu,bao gồm 8 lần vô địch đai WWE Championship, và 5 lần vô địch đai World Heavyweight Championship. Ngoài ra ông còn đạt danh hiệu King of the Ring năm 1997, thắng trận Royal Rumble năm 2002, và đứng thứ 7 trong Grand Slam Championship.
Ngoài đấu vật ra, ông còn là khách mời của các bộ phim và các show truyền hình.

## Khởi đầu sự nghiệp
Ngay khi còn trẻ ông là fan hâm mộ của 1 đô vật rất nổi tiếng thời bấy giờ là Ric Flair. Ông bắt đầu tập thể hình năm 14 tuổi, sau khi tốt nghiệp trung học năm 1987, ông thi đấu thường xuyên cho các giải thể hình, và ông đã nhận được giải Mr New Hampshire khi mới 19 tuổi, trong thời gian này ông đã gặp Ted Arcidi và bắt đầu nghĩ đến chuyện trở thành 1 đô vật chuyên nghiệp.
Vào năm 1992, được sự giới thiệu của Ted Arcidi, ông đã được nhận vào trường dạy đấu vật Killer Kowalski. Ông xuất hiện lần đầu tiên vào ngày 1 tháng 11 năm đó gặp Flying Tony Roy. Sau đó ông đã thi đấu cho Independent Wrestling Federation (IWF), nơi nhận những học viên của trường dạy đấu vật Killer Kowalski và phát triển tài năng của họ, tại đây, ông đã trở thành IWF Heavyweight Champion dưới cái tên Terra Ryzing.

## World Championship Wrestling
Vào đầu năm 1994, ông đã ký hợp đồng thi đấu cho WCW, trong lần thi đấu đầu tiên,ông thi đấu như một vai villain (phe xấu) để chống lại Brian Armstrong. Ông tiếp tục sử dụng cái tên Terra Ryzing đến giữa năm 1994, trước khi ông đổi tên là Jean-Paul Lévesque và suốt thời gian này ông bắt đầu sử dụng tuyệt chiêu kết thúc của mình, The Pedigree. Khoảng cuối năm 1994 đến đầu năm 1995, ông bắt cặp với Lord Steven Regal, người luôn tỏ ra lịch sự với những trận đấu đẹp, cặp đôi này không tồn tại lâu, Levesque đã gia nhập WWF/E năm 1995 khi mà WCW không đáp ứng lời thỉnh cầu được đấu riêng rẽ của ông.

## World Wrestling Federation / Entertainment (1995-nay)
The Connecticut Blueblood (1995–1997)

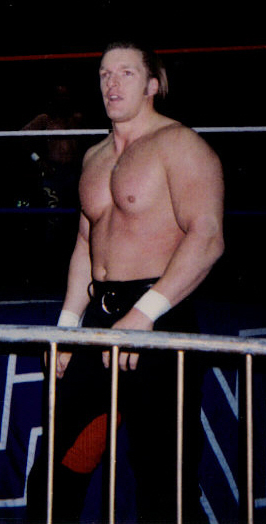
Triple H vào năm 1996

Levesque tiếp tục sự nghiệp của mình ở WWE/WWF dưới cái tên ‘’ The Connecticut Blueblood’’ Hunter Hearst Helmsley.vào ngày 26 tháng 5 năm 1996, ông xuất hiện tại WWF Superstars với Marty Garner. Khi Levesque thực hiện không thành công cú pedigree, Garner tận dụng cơ hội đó đã tung ra cú "double underhook suplex" vào Levesque khiến ông bị chấn thương rất nặng ở cổ. Garner bị kiện tụng và phải tường trình lại tại The Montel William Show.
Levesque xuất hiện trở lại với tư cách là 1 thành viên của nhóm The Klig gồm các thành viên Shawn Michaels,Kevin Nash, X-Pac và Scott Hall, The Klig được coi là 1 nhóm sáng tạo và là 1 thế lực chống lại Vince McMahon. Levesque đã thắng King of the Ring năm 1996, nhưng ông đã bị hạ thấp xuống từ ứng cử viên vô địch xuống thành jobber to the stars,và sau kì Mandison Square Garden Incident, The Klig đã có trận đấu chia tay với Nash và Hall. Mặc dù đã bị ngược đãi nhưng Levesque đã có 1 kì MSG Incident rất thành công. Ông đã lần đầu tiên giành đai WWF Intercontinencial Championship vào tháng 10 năm 1996 sau khi đánh bại Marc Mero. Ông đã giữ đai được 4 tháng trước khi bị hạ bởi Rocky Maivia vào ngày 13 tháng 7 năm 1997 trong 1 show diễn đặc biệt Thursday Raw Thursday, sau này được gọi là Monday Night Raw. Trong một thời gian, ông được sự giúp đỡ của Mr.Mughes,người có nhiệm vụ bảo vệ ông. Ông bắt đầu mối thù với Goldust,người đã đánh bại ông trong kì WrestleMania 13. Trong thời gian đó, ông cũng nhận được sự giúp đỡ của Chyna,người cũng đã gia nhập nhóm để bảo vệ cho ông.
D-Generation X (1997–1999)

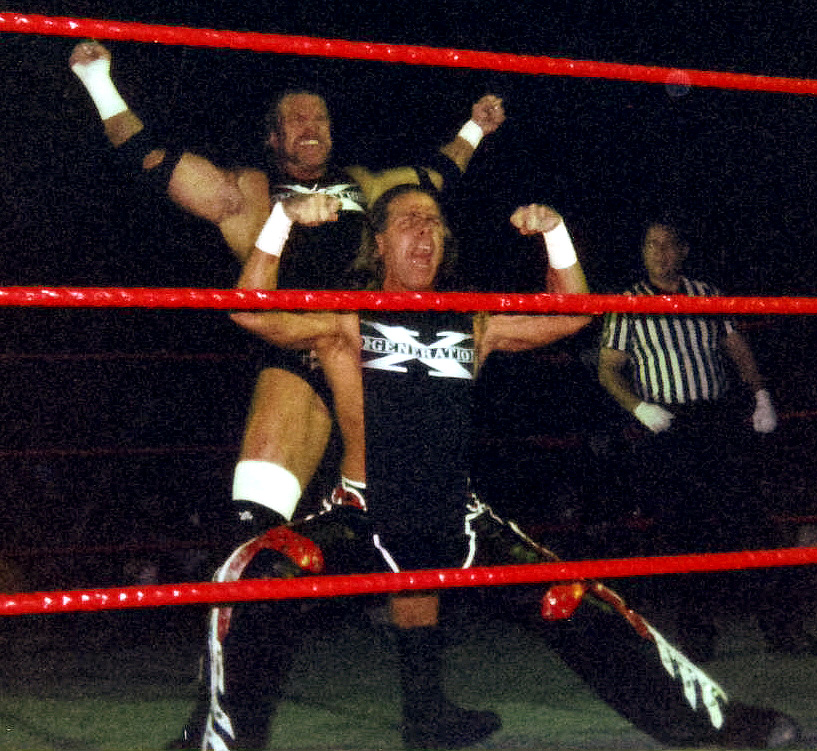
D-Genaration X nổi bật với phong cách riêng của họ

Levesque bắt đầu lấy lại phong độ vào năm 1997,khi ông giành được King of the Ring năm 1997 sau khi đánh bại Mankind (hiện được gọi là Mick Foley) trong trận chung kết.1 năm sau, Levesque, Shawn, James Bucker và Rick Rude đã thành lập nên D-Generation X (DX),sự phát triển vững chắc của DX được biết đến bởi sự tự khẳng định đẳng cấp của mình. Shawn, Levesque và James đã nghĩ ra 1 câu nói của nhóm nổi tiếng khiếm nhã "suck it" và gồng cơ 2 tay lên. Họ chế giễu Bret Hart ở Canada. Suốt thời gian này, Levesque được biết đến với cái tên ngắn gọn hơn là Triple H. Sau khi trận đấu giữa DX và Hart Foundation kết thúc, Triple H vẫn tiếp tục thù Owen Hart bởi vì chức vô địch WWF European Championship, mối thù của hai người đã kết thúc tại trận đấu WrestleMania 14, với điều kiện Chyna phải bị xích lại vào tay của St.Laught, trong lúc sơ hở Chyna đã ném bột trắng vào mắt ông khiến ông không nhìn thấy gì trước khi ra tay đánh lén bụng dưới của Owen Hart,để Triple H dùng Pedigree và kết thúc trận đấu. Sau kì WrestleMania,Shawn Michaels được tạm thời nghỉ dưỡng vì 1 chấn thương dai dẳng ông bị sau kì Royal Rumble.Triple H lên nắm quyền chỉ đạo DX. Triple H cần thêm sự giúp đỡ. Ông đã mời X-Pac gia nhập nhóm. Vào năm 1998 DX trở nên phổ biến hơn, từ 1 villains(phe xấu) DX đã trở thành nhóm được yêu thích đối với các khán giả. Trong thời gian này, ông bắt đầu mối thù với người đứng đầu nhóm Nation of Domination, người đã khơi mào cho xu hướng villains tại WWF,The Rock.sự ganh ghét này rốt cuộc dẫn đến sự tranh giành đai Intercontinental Championship,và Triple H đã thắng trong trận ladder match tại kì Summer Slam.nhưng Triple H cũng không giữ đai được lâu bởi 1 chấn thương đầu gối.khi mà The Rock thắng đai WWE Championship tại kì Survivor Series,mối thù giữa hai người lại tiếp tục, DX đã tấn công The Corporation, nhóm của The Rock.Triple H đã nhận lời thách đấu tranh đai WWF Championship vào ngày 25 tháng 1 năm 1999, trong trận "I Quit Match" với The Rock. Nhưng Triple H đã thua và phải nhìn thấy cảnh Chyna nhận 1 đòn chokeslam của Kane. Điều đó đã dẫn đến việc Chyna đã phải bội lại Triple H,Chyna đã tấn công ông và gia nhập The Corporation.
Như một phần của cốt truyện,tại WrestleMania 15,ông đã đánh bại Kane với sự giúp đỡ của Chyna, ông làm vậy để xin tiếp tục là thành viên của DX. Nhưng cuối buổi tối hôm đó, ông đã phản bội lại tình bạn lâu dài của mình với DX bằng cách giúp Shane McMahon giữ đai European Championship trước X-Pac, và gia nhập The Corporation. Đầu năm 1999, sau khi rời DX, ông trở lại thành 1 villain. Sau nhiều lần thất bại để tìm kiếm 1 danh hiệu, Triple H cùng Mankind đã thách đấu với đương kim vô địch WWF Championship lúc bấy giờ là Steve Austin trong trận Triple Threat Match tại kì SummerSlam và Mankind đã thắng sau khi pin được Austin, nhưng vào 1 show RAW tiếp theo thì Triple H đã đánh bại được Mankind để giành được chiếc đai vô địch WWF Championship đầu tiên trong sự nghiệp.
Triple H đã để mất chức vô địch vào tay Vince McMahon vào 16 tháng 9 năm 1999, trước khi lấy lại nó trong kì Unforgiven. Ông đã hạ được Steve Austin tại kì No Mercy, trước khi để mất danh hiệu vào tay Big Show tại kì Survivor Series. Lúc này Triple H vẫn tiếp tục thù Vince Mcmahon bởi vì ông muốn lấy con gái của ông ta,Stephanie McMahon. Ông đã hạ được Vince tại kì Armageddon. Kết quả là Triple H và Stephanie cặp kè nhau suốt ở WWF trong vòng 17 tháng,họ được biết đến như là McMahon-Hemsley Faction.
Kỉ nguyên Mcmahon-Hemsley (2000-2001)

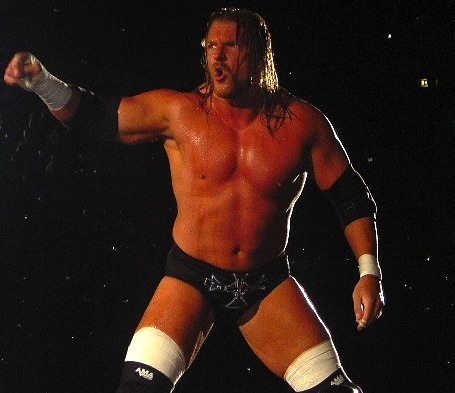
Triple H trong tháng 4 năm 2005

Tháng 1 năm 2000,Triple H lấy nickname là "The Game", cái tên này gợi nên cảm giác Triple H là một trong những đô vật hàng đầu thế giới, vào ngày 1 tháng 3 năm 2000 tại show diễn RAW IS WAR,Triple H đã hạ Big Show và lần thứ 3 giành được đai WWF Championship.
Triple H bắt đầu thù Mick Forley vào đầu năm 2000 như một phần của cốt truyện và mối thù này đã kết thúc trong trận hell in the cell tại No Way Out, khiến Forley phải từ giã sự nghiệp của mình. Tại WrestleMania năm 2000, Triple H đã hạ được The Rock để tiếp tục giữ đai, nhưng ông đã để mất nó vào tay The Rock tại trận Blacklash. Và họ tiếp tục đấu lại trong 3 tuần kế tiếp, và ông thắng The Rock tại trận Iron Man ở Judgement Day khi The Undertaker trở lại và tấn công tất cả các thành viên của McMahon-Hemsley, trong đó có ông. Rồi cuối cùng ông thua trong trận 6 man tag team match tại King of the Ring. Sau đó, ông bắt đầu thù Chris Jericho, mối thù này lên đến đỉnh điểm trong trận Last Man Standing tại Fully Loader.
Như một phần của cốt truyện, ông lại bắt đầu thù Steve Austin,khi ông giúp Rikishi hạ Austin tại Survivor Series và làm Austin phải mất 1 năm dưỡng thương, và Austin đã trả thù bằng cách khiến Triple H bị chấn thương cổ nặng khiến ông phải nhập viện. Họ đã có 1 trận tại Survivor Series,Triple H dụ Austin vào bãi giữ xe, nhưng chính anh đã bị Austin chơi khăm bằng cách dùng giàn đẩy nâng xe anh lên cao 10 feet. Chỉ ít tuần sau, Triple H đã trở lại và tấn công Austin. Mối thù của họ kéo dài đến năm 2001 và kết thúc tại trận Three Stages of Hell Match,và Triple H đã thắng Austin. Vào năm 2001, Triple H lại bắt đầu thù The Undertaker,người đã hạ ông tại WrestleMania 17. Một đêm sau trận Mania,ông đã lên phá trận đấu giữa Steve Ausin và The Rock trong trận steel cage bằng cách cùng phe với Austin và cùng hạ The Rock. Vào ngày 5 tháng 4, ông hạ được Chris Jericho để lần thứ 3 giành đai Intercontinental championship tại Smack Down. Và ông lần thứ 4 giành được nó sau khi hạ được Jeff Hardy 2 tuần sau đó.Triple H lần đầu tiên giành được đai Tag team Champion tại Blacklash sau khi hạ đội Kane và The Undertaker.
Ngày 21 tháng 5 năm 2001,tại 1 show RAW, ông đã bị 1 chấn thương khi ông cùng Austin thi đấu giành đai tag team cùng với đội Chris Jericho và Chris Benoit, cơ đùi ông đã hoàn toàn tách liền ra khỏi xương,nhưng dù với chấn thương như vậy nhưng ông đã rất cố gắng thi đấu. Với chấn thương như vậy ông phải phẫu thuật và hoàn toàn phải nghỉ dưỡng trong suốt 8 tháng, rất nhiều nước mắt đã rơi, ông đã phải chia tay với 1 kỉ nguyên rực rỡ của mình.
Trở lại sau chấn thương (2002)

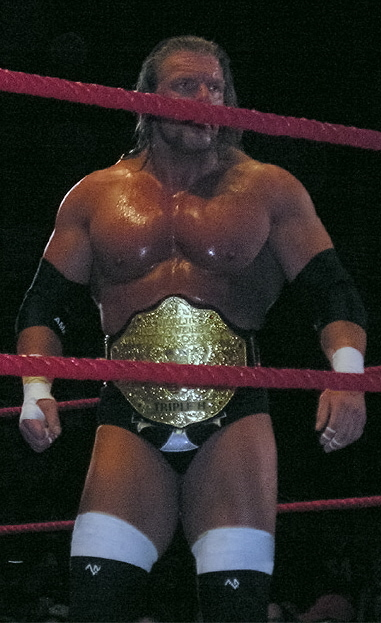
Triple H với chiếc đai vô địch hạng nặng thế giới (World Heavyweight Championship).

Vào ngày 7 tháng 1 năm 2002, Triple H đã trở lại RAW tại Madison Square Garden, ông đã thắng trong trận Royal Rumble và đã giành đai WWF Undisputed Championship sau trận đấu tại WrestleMania 18 với Chris Jericho. Ông giữ đai được 1 tháng trước khi để thua Hulk Hogan tại trận Blacklash. Sau đó ông được chuyển qua Smack Down và tiếp tục mối thù với Chris Jericho, đỉnh điểm là trận hell in the cell tại Judgment Day. Vào ngày 6 tháng 7, Triple H hạ Hogan tại trận number one contender cho kì King of the Ring tranh đai WWF Undisputed với Undertaker nhưng ông lại để thua. Sau đó, trong khoảng thời gian giữa kì Royal Rumble và WrestleMania, câu truyện về Mcmahon-Hemsley đã đến hồi kết, trước khi trở lại Triple H đã nói rằng ông và Stephanie đã chia tay, nhưng Stephanie đã nói rằng cô đang mang thai với ông và mong ông trở lại với cô, nhưng Triple H đã phát hiện ra sự giả mạo đó, ông công khai với RAW rằng anh chia tay với cô dù cả hai đã kết hôn. Cô bị ép phải ra đi khi thua Triple H tại trận Triple Threat, kết quả là, cả hai đã li dị trong sự thù hận.
Trong thời gian đó Shawn Michaels đã trở lại WWE và gia nhập nhóm nWo.shawn và Kevin Nash lên kế hoạch đưa Triple H về lại RAW và gia nhập nhóm của mình. Tuy nhiên,Vince McMahon đã giải tán nWo do sự rắc rối của nhóm này gây ra cho Eric Bischoff,chủ tịch mới của RAW, Bischoff làm thế vì muốn ngăn chặn Triple H quay lại RAW. Nhưng cuối cùng ông vẫn trở lại RAW và bắt cặp với Shawn Michaels, nhưng ngày 22 tháng 7 Triple H đã hạ Shawn bằng chiêu pedigree, khi mà tất cả đều nghĩ về sự tái hợp DX. Những tuần tiếp theo Triple H đã đè mặt vào cửa kính của xe ô tô để chứng minh Shawn là đồ yếu đuối. Những chuyện này đã bắt đầu cho 1 câu truyện dài về sự thù địch giữa hai người bạn trước đây, tại SummerSlam Shawn đã thắng, nhưng sau đó Triple H đã tấn công Shawn bằng búa.
Trước ngày 2 tháng 9 năm 2002, WWE chỉ công nhận 1 đai vô địch cho cả RAW và Smack Down. Sau kì summerslam nhà vô địch Brock Lesnar trở thành người của Smack Down, Lesnar rời khỏi RAW trong khi vẫn đang là vô địch. Nhà quản lý của RAW là Eric Bischoff đã trao cho Triple H chiếc đai World Heavyweight Championship, nhà vô địch cũ của WCW Championship, ông đấu với Rod Van Dam tại Unforgiven và vẫn giữ được chiếc đai này sau khi Ric Flair, người sau này sẽ cùng với Triple H tạo nên nhóm evolution lấy búa đánh Rod Van Dam và Triple H sau đó tung cú pedigree kết thúc. Sau đó ông thách đấu với Kane tại No Mercy trong trận hợp nhất đai Intercontinental Championship và đai World Heavyweight Championship. Nhưng rốt cuộc là ông đã để mất chiếc đai vào tay Shawn Michaels tại Survivor Series, nhưng sau này ông đã lấy lại được chiếc đai trong trận Three Stages of Hell tại Armageddon.
Evolution (2003-2005)

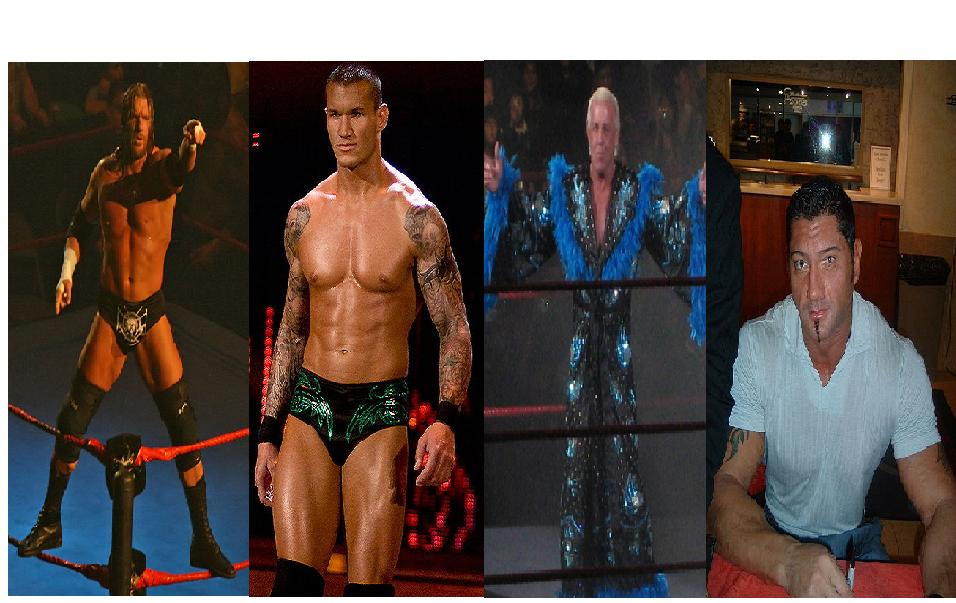
Nhóm Evolution

Vào tháng 1 năm 2003, Triple H gia nhập nhóm Evolution cùng với Ric Flair,Randy Orton và Batista.Triple H và Ric Flair đã thách đấu với RVD và Kane tranh đai World Tag Team, nhưng họ lại để thua. Từ năm 2003 đến 2004 nhóm của Triple H đã thi đấu không thành công. Sau Amargeddon, các thành viên của Evolution đều để thua các danh hiệu tại các kì ppv.Triple H giữ đai World Heavyweight Championship gần hết năm 2003 nhưng cuối cùng lại để mất nó vào tay Bill Goldberg tại kì Unforgiven. Sau đó ông đã rất cố gắng thi đấu giành đai lại với Bill Goldberg tại kì Survivor Series nhưng không thành công. Cuối cùng thì ông đã giành lại được chiếc đai này sau trận Triple Threat với Bill Goldberg và Kane sau khi Orton, Batista, Flair tấn công Kane. Tại kì Royal Rumble năm 2004, Triple H và Shawn Michaels đấu với nhau tại trận Last Man Standing match. Trận đấu đó không có kết quả qua đó vẫn tiếp tục giữ đai. Nhưng vào kì WrestleMania 20, ông đã để mất đai World Heavyweight Championship vào tay Chris Benoit.
Triple H kết thúc mối thù với Shawn Michaels sau khi ông hạ Shawn tại trận Hell in the Cell bad blood. Sau nhiều nỗ lực không thành công trong việc hạ Chris Benoit, Triple H đã nhờ Eugene tấn công Benoit tại kì SummerSlam. Sau này Triple H cũng đã giành lại được chiếc đai World Heavyweight Championship sau khi đánh bại đồng đội cũ Randy Orton tại Unforgiven.vào ngày 29 tháng 11, Triple H phải thi đấu bảo vệ đai trong trận Triple Threat cùng với Benoit và Edge,kết quả là chiếc đai World Heavyweight Championship lần đầu tiên không có chủ nhân. Tại kì New Year’s Revolution, Triple H thắng trận Elimination Chamber và giành lại được chiếc đai. Tại WrestleMania 21, Triple H đã để mất chiếc đai vào tay Batista và sau đó ông thua luôn 2 trận đấu lại ở Blacklash và Vengeance, Triple H xin nghỉ 1 khoảng thời gian vì 1 chấn thương nhẹ ở cổ.
Ngày 3 tháng 10 năm 2005, Triple H đã trở lại RAW tại show WWE Homecoming. Ông bắt cặp với Ric Flair đánh bại Chris Masters và Carlito. Sau trận đấu,Triple H đã trở mặt và đã tấn công Ric Flair bằng búa và bắt đầu 1 mối thù giữa hai người. Flair đã hạ Triple H tại Steel Cage Match để giành chiếc đai Intercontinental Championship. Tuy nhiên sau đó tại trận Last Man Standing Triple H đã hạ Ric Flair và kết thúc mối thù giữa hai người.
D-Generation X tái hợp (2006-2007)

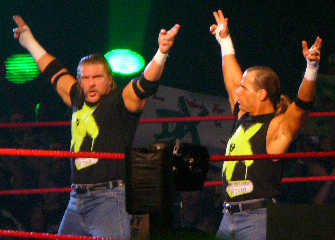
D-Generation X tái hợp

Mặc dù đã để thua trận Royal Rumble,nhưng Triple H vẫn còn cơ hội tranh đai tại Road to WrestleMania Tournament. Ông đã thắng Tournament, và phần thưởng cho ông là cơ hội tranh đai WWE Championship tại WrestleMania 22 với John Cena nhưng ông đã bị thua bằng submission (xin chịu thua).Triple H đã có tiếp 1 cơ hội tranh đai nữa tại Blacklash với John Cena và Edge nhưng ông thêm 1 lần nữa thua,trận thua này khiến ông thật sự thất vọng và ông đã dùng búa tấn công Edge và Cena sau đó giơ biểu tượng của DX.Triple H lại tiếp tục thất bại trong việc tranh đai với Cena tại numerous occasion, ông nghĩ đó là do lỗi của Vince McMahon,việc này đã làm bắt đầu mối thù của anh và Vince.
Shawn Michaels và James Bucker đã trở lại RAW vào 12 tháng 6 và cùng với Triple H tái hợp lại DX. Nhóm của Triple H đã hạ Spirit Squad tại Vengeance 5 đấu 2 trong trận Handicap.DX tiếp tục mối thù với Vince McMahon,Shane McMahon và Spirit Squad trong vài tuần kế tiếp.DX tiếp tục hạ Spirit Squad tại trận Elimination 5 đấu 2 trong kì Saturday Night Main Event vào ngày 18 tháng 7 năm 2006.DX tiếp tục hạ Vince McMahon tại SummerSlam,sau đó tại Unforgiven trong lồng thép,DX 1 lần nữa lại chiến thắng Vince McMahon và ECW Champion Big Show. Cuối trận DX đã hạ nhục Vince bằng cách đẩy mặt ông ta vào mông của Big Show và DX đã kết thúc trận đấu bằng cách Triple H giáng búa vào vai Vince trong khi Shawn tung cú Sweet Chin Music vào gáy ông ta.
Tại Cyber Sunday DX bắt đầu thù Rated-RKO,Eric Bischoff được làm trọng tài và đã cho phép Rated-RKO dùng vũ khí trái luật để thắng DX.tại kì Survivor Series DX đã trả thù bằng cách tấn công Rated-RKO trong trận Elimination.vào tháng 1 năm 2007 tại New Year’s Revolution tại trận đấu giữa DX và Rated-RKO, chỉ sau 15 phút thi đấu Triple H lại bị rách cơ đùi (giống như vết thương ông bị năm 2001) và ông phải đi phẫu thuật.
King of Kings (2007–2009)

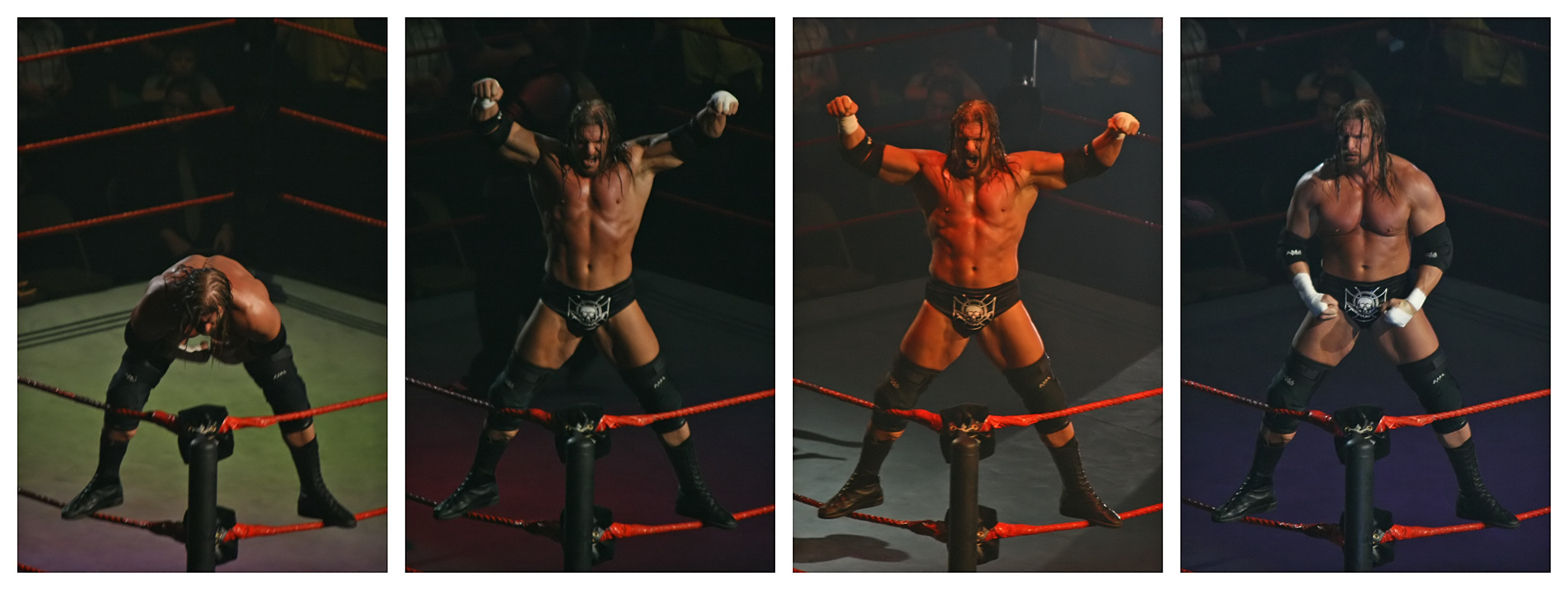
Vua của các vị vua: Triple H

Triple H trở lại vào kì SummerSlam, ông đã hạ King Booker,sau đó tại No Mercy,ông giành lại đai WWE Championship từ tay Randy Orton. Cũng trong thời gian đó, Triple H cũng hạ được Umaga trong trận đấu do Vince Mcmahon sắp xếp. Ngay sau đó Vince lên tuyên bố sẽ có 1 trận đấu lại tranh đai WWE Championship giữa Randy Orton và Triple H trong trận Last Man Standing. Và cuối cùng thì Randy đã thắng sau khi tung ra chiêu RKO về phía Triple H lên bàn bình luận viên.Triple H đã lập kỉ lục là người giữ đai ngắn nhất trong lịch sử. Sau khi thắng trận Raw Elimination Chamber trong kì No Way Out,Triple H được có 1 trận thi đấu tranh đai WWE Championship tại WrestleMania 24. Tuy nhiên tại trận đấu đó,Randy Orton đã giành chiến thắng, Randy đã đẩy Triple H ra và đè đếm John Cena sau khi Cena bị dính 1 chiêu Pedigree của Triple H.1 tháng sau tại Blacklash Triple H đã lấy lại chiếc đai WWE Championship trong trận Fatal Four Way với John Cena,Randy Orton và John Layfield. Điều đó khiến ông san bằng được kỉ lục giữ đai WWE Championship với The Rock. Triple H đã bảo vệ chiếc đai thành công trong cả hai kì Judgment Day và One Night Stand trước Randy Orton. Sau trận đấu đó,Randy đã bị chấn thương xương đòn và điều đó đã sớm kết thúc mối thù giữa hai người.
Vào ngày 23 tháng 6 năm 2008,Triple H đã được chuyển sang Smack Down trong khi vẫn đang là vô địch WWE Championship,điều đó có nghĩa là đai WWE được chuyển sang quyền sở hữu của Smack Down. Sau khi bảo vệ chiếc đai thành công trước Edge,The Great Khali và Jeff Hardy,tại kì ppv Survivor Series ông đã để mất chiếc đai vào tay Edge. Sau kì ppv Survivor Series,ông bắt đầu mối thù với Vladimir Kozlov. Sau đó,tại kì No Way Out trong trận Emilination Chamber,Triple H đã lần thứ 8 giành đai WWE Championship,qua đó ông đã vượt qua kỉ lục 7 lần giành đai của The Rock.
Mối thù với Legacy và sự tái hợp DX (2009-2010)

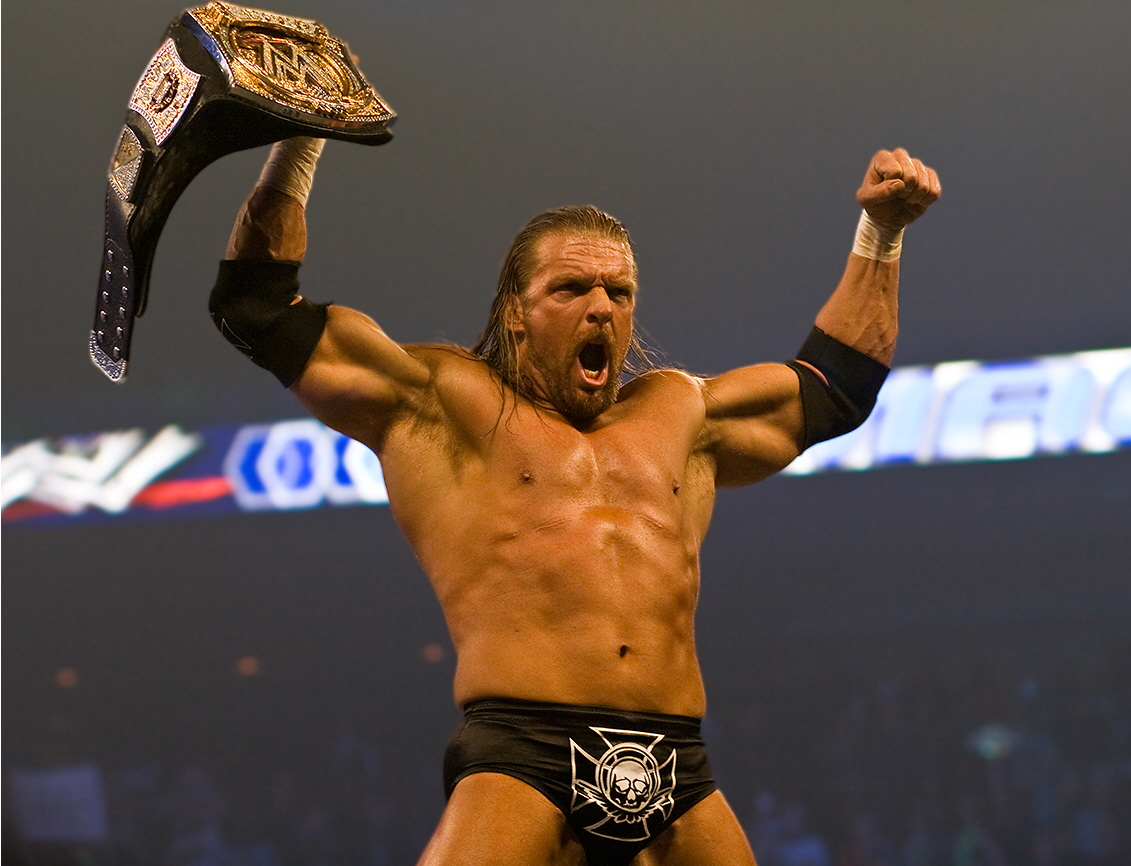
Triple H giành đai WWE Championship lần thứ 8

Vào ngày 16 tháng 2 năm 2009 tại RAW, Triple H đã xuất hiện cùng với Stephanie McMahon và Shane McMahon, sau đó họ đã tấn công Randy Orton. Vào ngày 20 tháng 2,tại Smack Down, ông đã có cuộc nói chuyện với Jim Ross. Trong cuộc nói chuyện, 1 đoạn phim được chiếu những sự kiện đã xảy ra vào ngày 16 tháng 2 tại RAW, đáp lại Triple H (sau 5 năm kết hôn) đã thừa nhận Vince McMahon là cha vợ của mình và Shane McMahon là anh vợ mình, Stephanie chính là vợ của mình,điều đó đã làm cho Randy bắt đầu thù ông. Tại RAW ngày 23 tháng 2, Triple H đã đe dọa Randy bằng cách tấn công Cody Rhodes và Ted DiBiase, 2 thành viên của nhóm Legacy, bằng búa tạ. Vài tuần sau,Triple H được thông báo là sẽ đấu tranh đai với Randy Orton tại WrestleMania 25,và ông vẫn thắng qua đó được tiếp tục giữ đai. Suốt năm 2009, ông bị chuyển từ Smack Down qua RAW, rồi lại chuyển qua Smack Down lại,trong khi vẫn đang là vô địch đai WWE Championship,theo đúng luật thì chiếc đai này thuộc sở hữu của RAW.Triple H đã để mất đai vào tay của Randy Orton sau khi Legacy tấn công ông trong trận six man-tag team. Vào ngày 17 tháng 8 tại RAW,Triple H đã đưa Shawn Michaels và James Bucker để tái hợp DX,và DX đã hạ Legacy tại SummerSlam.tại ppv Table,Ladder,and Chair DX đã thắng đội Jeri-Show qua đó giành đai WWE Tag Team Championship. Vào ngày 8 tháng 2 tại RAW,DX đã để mất đai Tag Team vào tay của The Miz và Big Show. Sau này ông bắt đầu thù Sheamus và tại WrestleMania 26 ông đã thắng. Nhưng tại ppv Extreme Rules, ông đã để thua Sheamus sau khi Sheamus đã tấn công ông trong đường hầm. Sau trận đấu đó ông đã bị chấn thương và nghỉ dưỡng. Vào một show Raw cuối tháng 2 năm 2011, Triple H đã trở lại, sự trở lại này trùng hợp với sự trở lại của The Undertaker. Lấy danh nghĩa trả thù cho Shawn Michaels, HHH sẽ có một trận đấu với Undertaker tại WrestleMania 27. Nhưng trong trận No Holds Barred, HHH đã bị Undertaker đánh bại. Trong trận đấu đó, Triple H đã 3 lần Pedigree và Tombstone Piledriver Undertaker nhưng không thể thắng. Ông đã cầm ghế sắt đập vào lưng Undertaker đến nỗi chấn thương không thể đứng dậy. Nhưng sau khi HHH mang búa lên liền bị Under Devil's Triangle đến kiệt sức và đập tay chịu thua. Tại RAW, Triple H đã giúp cho John Cena (người vừa bị CM Punk lấy mất WWE Championship và bị sa thải) quay lại. Đồng thời là tân chủ tịch WWE kể từ 18 tháng 7 năm 2011 sau khi ban quản trị quyết định sa thải Vince McMahon.
Sau khi lên nắm quyền trở thành COO thì HHH đã bắt tay ngay vào việc. Ông đưa ra một trận đấu cho Cena vs Cm Punk tại Summer Slam là Undisputed và người giành chiến thắng là CM Punk khi HHH không thấy chân của Cena đặt trên dây, sau đó thì Kevin trở lại Power Bomb CM Punk và Alberto lên cash in và có được WWE Championship sau SummerSlam thì lại đến Night Of Champion ông chính thức là đối thủ của CM Punk và ông cũng giành được chiến thắng khi bị Miz và R-truth phá cùng với sự góp mặt của Kevin đã Power Bomb Cm punk và cũng bị ăn 1 búa của HHH,sau đó HHH lên đài và Pedigree và giành chiến thắng,nhưng việc sau đó rất khó khăn với HHH khi ông đảm nhiệm COO, sau Hell In a cell đến Vengeance và Show Raw sau Vengeance ông bị Kevin đánh và phải nghỉ 6 tuần. Ông không góp mặt tại Survivor Series.Tại TLC Triple H đã đánh bại Kevin Nash trong trận Sledgehammer ladder match bằng một cú đập búa vào mặt khiến Kevin bị thương. Thế là ông đã trả thù được Kevin. Sau một thời gian dài thì Wrestlemania28 cũng đến. Đối thủ của ông chính là Undertaker. Ông đã thi đấu rất hay và bạn thân của ông là trọng tài đặc biệt cho trận đấu End Of An Era. Hell In A Cell. HHH và Undertarker là đối thủ đánh nhau khi đến WM 28 là trận cuối cùng của hai đối thủ. Kết quả cuối cùng ông vẫn không phá được The Streak. Tại WM ông đã khiến cho Undertaker bị thương và chính ông cũng là người bị thương nặng sau trận đấu.
Tại WWE Raw 1000 7/23/12 ông đã cùng với HBK quay trở lại Raw dưới danh nghĩa Degeneration X(DX)để kỉ niệm cho buổi tối trọng đại,đáng nhớ của Show Monday Night Raw 1000 này và tới kì summerslam 2012,ông sẽ đấu với Brock Lesnar,hứa hẹn sẽ là một trận đấu đầy hấp dẫn và tàn khốc. Ông đã đánh và thua Brock Lesnar. Sau đó, HHH tiếp tục trận chiến với Lesnar. Ông đã hạ Lesnar trong trận No DQ match tại Wrestlemania XXIX nhưng tại extreme rules, ông đã thua trong trận Steel Cage match.
Trong kì Summerslam 2013,ông làm trọng tài trong trận Daniel Bryan vs John Cena tranh đai WWE Championship.Sau khi Bryan thắng,Randy Orton với va li Money In The Bank bước ra,định cashes-in rồi quay lại thì Triple H pedigree Daniel Bryan trước sự ngỡ ngàng của khán giả và Triple H đã để Randy Orton cashes-in và giành đai WWE Championship.
Các tuần sau, Daniel Bryan và Triple H đã có mối thù nảy lửa và mối thù kết thúc ở trận Daniel Bryan vs Triple H tại Wrestle Mania XXX (ai thắng sẽ giành 1 suất tranh đai WWE World Heavyweight Championship) và Triple H đã để thua.
Tại các show Raw tiếp theo nhóm Evolution đã tái hợp gồm Triple H,Randy Orton và Batista. Mối thù giữa nhóm Evolution và The Shield diễn ra. Tại Extreme Rules,Evolution đã thua trước The Shield.Tại Payback,1 trận tái đấu diễn ra trong thể thức No Holds Barred Elimination Match và Evolution vẫn bị thua.
Tại show Raw sau Payback, Batista muốn Triple H cho 1 cơ hội để tranh đai của Daniel Bryan nhưng Triple H không cho nên Batista đã ra khỏi Evolution và rời WWE. Seth Rollins-1 thành viên của The Shield đã phản bội The Shield và sang nhóm Evolution để hỗ trợ đánh The Shield. Sau đó, nhóm quyền lực của HHH liên tiếp có các mối thù với Reigns, Cena, Bryan,...

## Các chức vô địch và danh hiệu
- International Sports Hall of Fame
  - Class of 2015[204]
- International Wrestling Federation
  - IWF Heavyweight Championship (1 time)[5]
- Pro Wrestling Illustrated
  - Feud of the Year (2000)[205] vs. Kurt Angle
  - Feud of the Year (2004)[205] vs. Chris Benoit
  - Feud of the Year (2009) vs. Randy Orton
  - Feud of the Year (2013) vs. Daniel Bryan[206] As a member of The Authority
  - Match of the Year (2004)[207] vs. Chris Benoit and Shawn Michaels at WrestleMania XX
  - Match of the Year (2012) vs. The Undertaker in a Hell in a Cell match at WrestleMania XXVIII
  - Most Hated Wrestler of the Year (2003–2005)[208]
  - Most Hated Wrestler of the Year (2013)[209] As a member of The Authority
  - Most Hated Wrestler of the Year (2014)[210] With Stephanie McMahon
  - Most Hated Wrestler of the Decade (2000–2009)
  - Wrestler of the Year (2008)
  - Wrestler of the Decade (2000–2009)
  - Ranked #1 of the top 500 singles wrestlers in the PWI 500 in 2000[211] and 2009[212]
  - Ranked #139 of the top 500 singles wrestlers of the "PWI Years" in 2003[213]
- World Wrestling Federation/Entertainment/WWE
  - WWF/E (World Heavyweight) Championship (9 times)1[214]
  - World Heavyweight Championship (5 times)[215]
  - WWF European Championship (2 times)[216]
  - WWF/E Intercontinental Championship (5 times)[217]
  - WWE Tag Team Championship (1 time) – with Shawn Michaels[218]
  - World Tag Team Championship (2 times) – with Stone Cold Steve Austin (1) and Shawn Michaels (1)[219][220]
  - King of the Ring (1997)[3]
  - Royal Rumble (2002, 2016)
  - Seventh Triple Crown Champion
  - Second Grand Slam Champion
  - Slammy Awards (3 times)
    - Best Hair (1997)
    - OMG Moment of the Year (2011) – Triple H performing a Tombstone Piledriver on The Undertaker and The Undertaker kicking out at WrestleMania XXVII
    - Match of the Year (2012) – vs. The Undertaker in a Hell in a Cell match at Wrestlemania XXVIII
- Wrestling Observer Newsletter
  - Best Booker (2015) with Ryan Ward[221]
  - Feud of the Year (2000) vs. Mick Foley[222]
  - Feud of the Year (2004) vs. Chris Benoit and Shawn Michaels[222]
  - Feud of the Year (2005) vs. Batista[222]
  - Wrestler of the Year (2000)[222]
  - Most Disgusting Promotional Tactic (2002) Accusing Kane of murder and necrophilia (Katie Vick)
  - Most Overrated (2002–2004, 2009)[222]
  - Readers' Least Favorite Wrestler (2002, 2003)[222]
  - Worst Feud of the Year (2002) vs. Kane[222]
  - Worst Feud of the Year (2006) with Shawn Michaels vs. Vince McMahon and Shane McMahon[222]
  - Worst Feud of the Year (2011) vs. Kevin Nash[223]
  - Worst Worked Match of the Year (2003) vs. Scott Steiner at Royal Rumble[222]
  - Worst Worked Match of the Year (2008) vs. Edge and Vladimir Kozlov at Survivor Series[222]
  - Wrestling Observer Newsletter Hall of Fame (Class of 2005)

1 ^ Triple H's fifth reign was as Undisputed WWF Champion. His next three were as simply WWE Champion, while his ninth reign was as WWE World Heavyweight Champion.

## Đòn kết liễu
- Pedigree
- Facebreaker Smash
- Knee Drop
- Running Knee Jump
- Delayed Suplex
- DDT
- Crossface
- Figure-Four Leglock
- Sledgehammer Shot
- Spinebuster